# Dama (vattendrag i Burundi, Bururi)
Dama är ett vattendrag i Burundi.   Det ligger i provinsen Bururi, i den sydvästra delen av landet, 60 kilometer söder om huvudstaden Bujumbura.